# Pseudanthias pleurotaenia

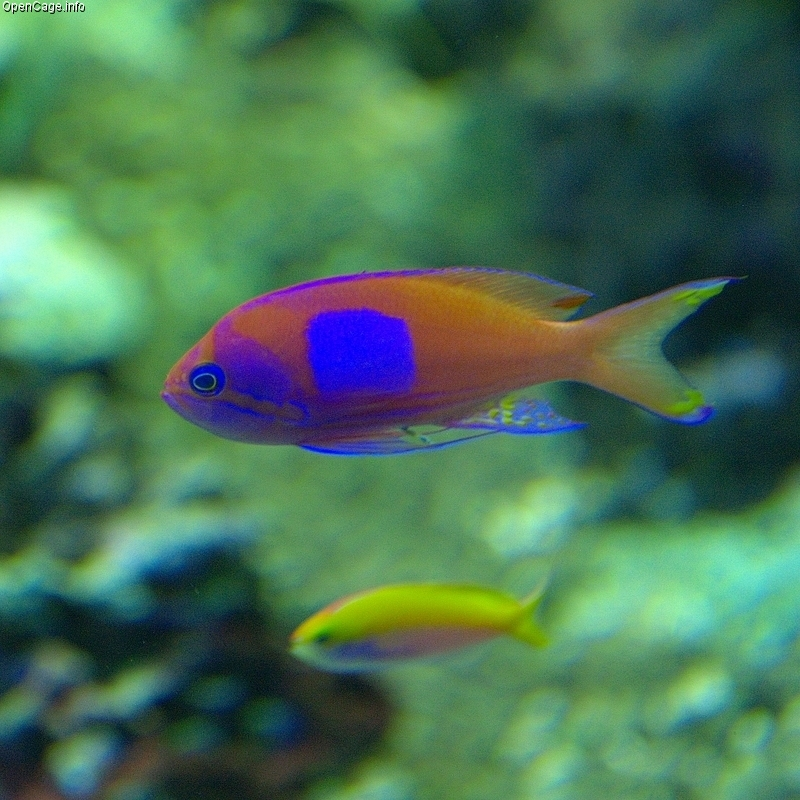
Pseudanthias pleurotaenia

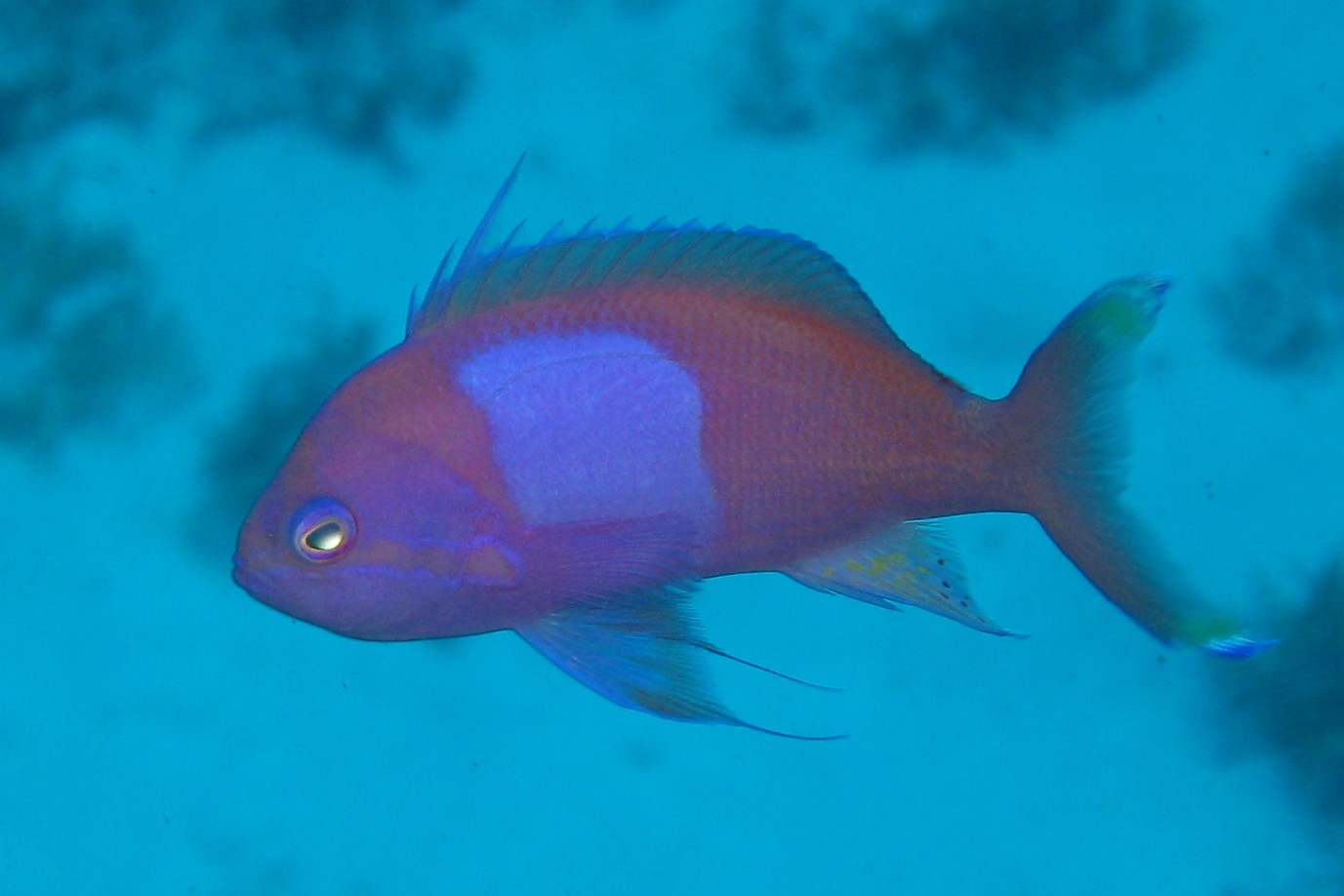
Pseudanthias pleurotaenia a Palau

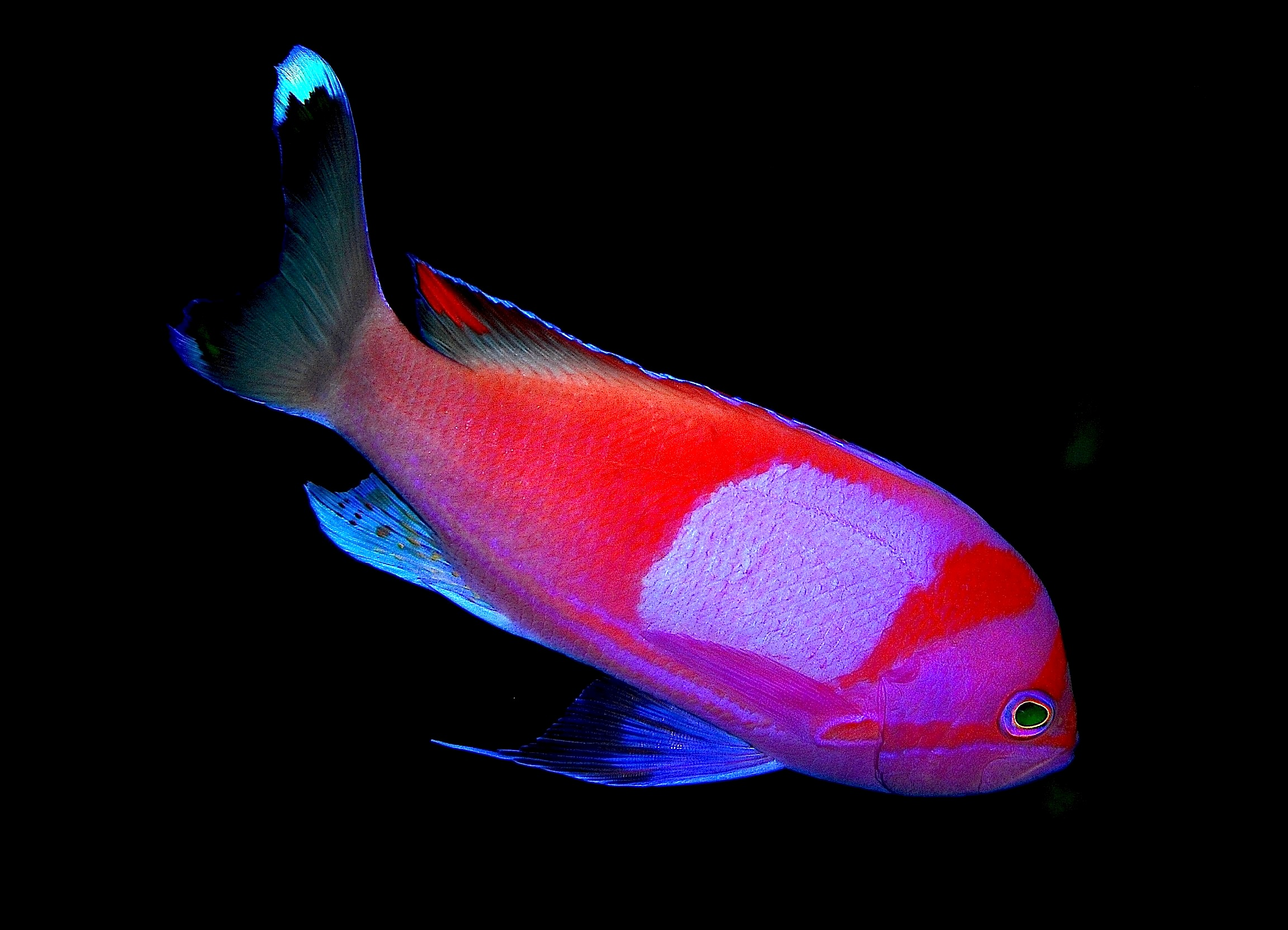
Vista lateral

Pseudanthias pleurotaenia és una espècie de peix de la família dels serrànids i de l'ordre dels perciformes.

## Morfologia
- Els mascles poden assolir 20 cm de longitud total.[2][3]

## Alimentació
Menja zooplàncton.

## Hàbitat
És un peix marí de clima tropical i associat als esculls de corall que viu entre 10-180 m de fondària.

## Distribució geogràfica
Es troba des d'Indonèsia fins a Samoa, les Illes Ryukyu i Nova Caledònia.